# Arte popular brasileira

Autorretrato de Mestre Vitalino, famoso artista brasileiro.

A arte popular brasileira é uma forma de expressão artística que reflete as tradições, cultura e identidade do Brasil. Sejam esculturas, pinturas, artesanatos, rendas ou outras manifestações artísticas. Ela incorpora produções artísticas de relevância para identidade cultural do país, à medida que os artistas extraem inspiração de suas raízes regionais, retratando lendas, tradições e crenças que são reflexos à sua herança cultural. Representando a vida simples do interior do Brasil.

## Características
Os artistas populares brasileiros frequentemente utilizam materiais locais e disponíveis, como cerâmica, madeira, palha, tecido e outros elementos naturais. Isso confere autenticidade e originalidade às suas criações, que frequentemente aborda temas culturais, mitos, lendas, religiosidade e festividades locais.
Muitas vezes, os artistas não têm formação acadêmica em arte, o que lhes permite criar de forma espontânea e inovadora, sem a influência de convenções artísticas tradicionais. A influência das culturas africanas e indígenas é evidente, com elementos como a iconografia religiosa, a arte em argila e a utilização de padrões e cores vibrantes. Apesar da falta de formação acadêmica, as criações refletem a essência da sociedade brasileira. Elas têm ganhado reconhecimento entre intelectuais artísticos devido à sua estética e criatividade.

## Temas frequentemente representados[3]

### Ciclo da Vida
Na arte popular brasileira, é comum encontrar representações de temas recorrentes que abordam os aspectos fundamentais da vida. Isso inclui a representação dos sacramentos católicos, nascimentos, infância, festas culturais e casamentos.

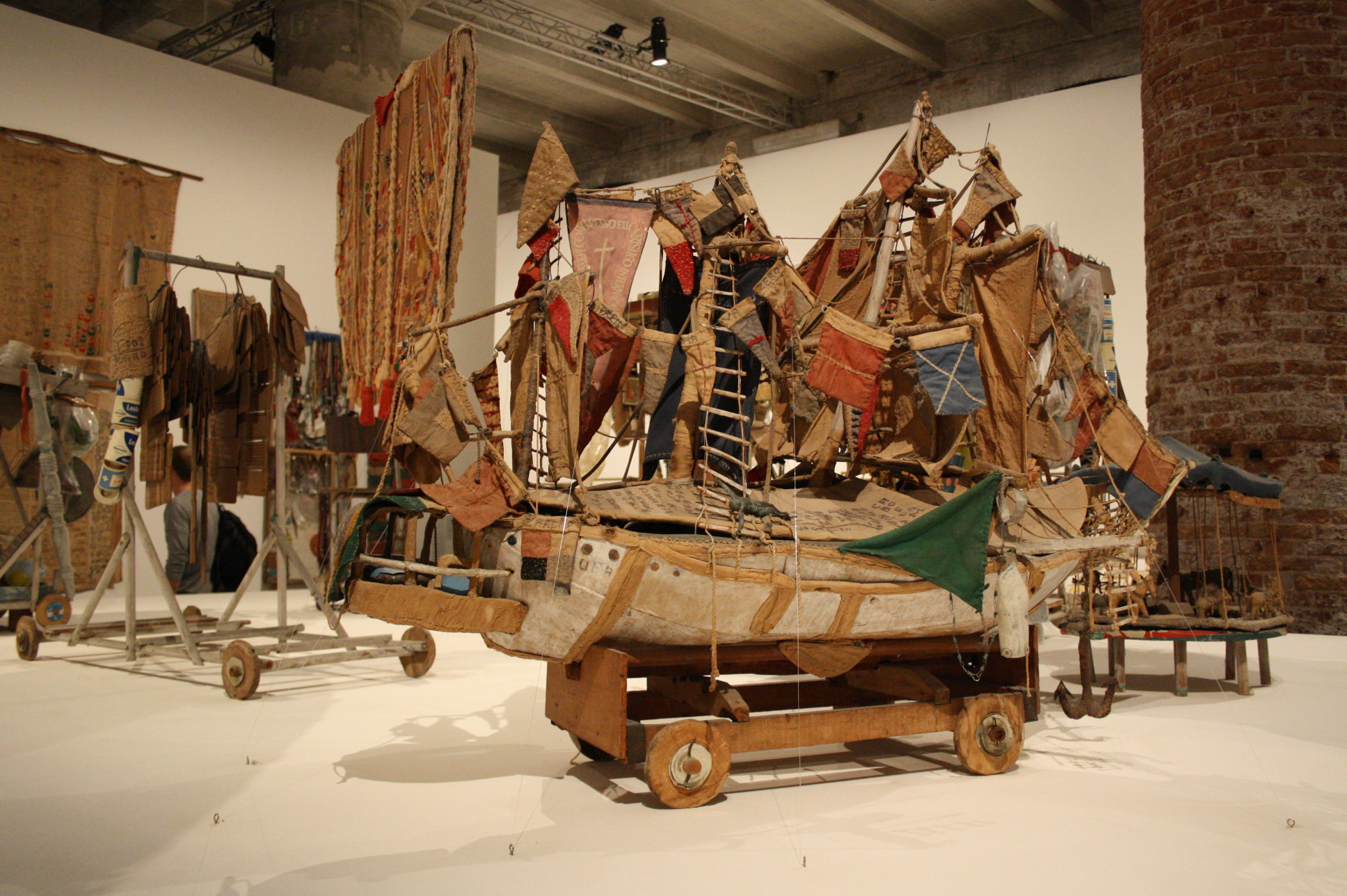
Venice Biennale 2013, obra de Arthur Bispo do Rosário

### Casamento
Embora as cerimônias de casamento tenham passado por transformações significativas ao longo do tempo, influenciadas por diversos fatores culturais e religiosos, é notável que na arte popular brasileira essa tradição continue a ser representada com uma ênfase nos aspectos tradicionais e festivos de origem católica. As representações artísticas de casamentos na arte popular muitas vezes mantêm elementos que remontam a rituais antigos, incorporando ícones religiosos, como a imagem de santos e vínculos espirituais.

### A infância
A presença de crianças nas artes não se limita apenas à participação em cenas, mas muitas vezes elas são o próprio foco central das obras. A diversidade e a quantidade de obras que retratam a infância possibilitam a recriação de um tempo em que a experiência infantil era mais lúdica, delicada e inocente, marcada por brincadeiras ao ar livre, histórias contadas ao redor de uma fogueira e aventuras exploratórias em meio à natureza. É um vislumbre de um passado em que a tecnologia digital, como computadores e celulares, ainda não tinha o papel predominante que desempenha na vida das crianças atualmente. 

## Principais artistas populares brasileiros[3]
1. Manoel Eudócio
2. Izabel Mendes da Cunha
3. Mestre Vitalino
4. Antonio de Dedé
5. Aldo Correia
6. Joaquim Alvez